# Petehboon
De petehboon (Indonesisch: petai of pete, Thais: sato) (Parkia speciosa) is een peulvrucht die in de Indonesische keuken tamelijk veel gebruikt wordt, maar ook in andere keukens in Zuidoost-Azië wordt gebruikt. De boon heeft een zeer sterke geur (en wordt ook wel "stinkboon" genoemd) en geeft een heel bepaald aroma aan de gerechten waarin hij wordt verwerkt.
De grote, platte bonen bevinden zich in lange, vaak gedraaide peulen (soms een halve meter lang) die groeien aan de boom Parkia speciosa, welke tot de familie Fabaceae behoort. De boom kan 15 tot 40 meter hoog worden en groeit van nature in de tropische regenwouden van Zuidoost-Azië. De boom wordt ook wel in tuinen of boomgaarden aangeplant.
Petehbonen worden voornamelijk verwerkt in sambal en sajoer asem in de oosterse keuken. In Indonesië worden ze ook in de schil gepoft, gepeld en in een kommetje als voorafje of als bijgerecht geserveerd.
De soort staat op de Rode Lijst van de IUCN geklasseerd als 'niet bedreigd'.